# 易極
易極（Eclipse），在台灣品牌名為易口舒，是箭牌旗下的一個口香糖和薄荷糖品牌，於1999年在美國推出。其前身是1991年在加拿大推出的Excel口香糖。
易極薄荷糖（Eclipse mints）的頂部及底部為橢圓形，有不同的顏色，其有四種口味：香橙、桂皮、胡椒薄荷及綠薄荷。
易極薄荷糖以鐵盒作為包裝，其中一邊為開關。每盒淨重34克，共有50粒薄荷糖。

## 銷售地方
易極主要在美國、澳大利亚、紐西蘭、新加坡、中国大陆、台灣及香港銷售。

## 旗下產品
- 易極冰
- 易極薄荷糖

## 外部連結
- 瑪氏食品 官方 （页面存档备份，存于）
- 台灣官方網站 （页面存档备份，存于）